# Farai Mudariki
Pas d'image ? Cliquez ici

a Compétitions nationales et continentales officielles uniquement.

b Matchs officiels uniquement.
Dernière mise à jour le 6 juin 2025.
Farai Mudariki est un joueur international zimbabwéen de rugby à XV qui évolue au poste de pilier. Son frère Hilton (en) est aussi joueur international.

## Biographie
Farai Mudariki débute le rugby enfant au Zimbabwe, au sein Heritage School puis de la St John's Prep (en). A 10 ans, il part en Afrique du Sud. Il rejoint la Cordwalles Prep (en) de Pietermaritzburg puis la Michaelhouse (en). 
Après son parcours scolaire, il s'inscrit d'abord à l'université, étudiant et jouant au sein du Varsity College (en) du Cap. En parallèle, il joue aussi en club avec les Old Georgians en championnat du Zimbabwe. Ses bonnes prestations lui permettent d'intégrer la sélection nationale qui dispute la coupe d'Afrique. Son entraîneur d'alors, Liam Middleton (en), contacte le Castres olympique qui recherche un jeune pilier. Il y reste deux saisons, avant de rejoindre le Stado Tarbes. 
Avec Tarbes, il débute en sénior, disputant quelques rencontres de Fédérale 1, puis rejoint les Worcester Warriors, en Premiership. Las, il ne dispose que de peu de temps de jeu, notamment gêné par des blessures à la cheville. S'il cherche à rester en Angleterre à la fin de son contrat, il doit se résoudre à revenir en France. Il rebondit à l'USO Nevers, et retrouve les terrains en avril 2021 après quasi un an sans contrat. Dès la saison suivante, il s'affirme comme le titulaire au poste de pilier droit à Nevers. Déjà remarqué pour ses qualités ballons en main, il réalise de solides progrès en mêlée fermée. Il aide ainsi son club à se stabiliser aux avant-postes de la Pro D2. 